# Michael Rodríguez (cyclisme)
Pour le footballeur costaricien, voir Michael Rodríguez. Pour les homonymes, voir Rodríguez.
Rodríguez  Galindo est un nom espagnol. Le premier nom de famille, en général paternel, est Rodríguez ; le second, en général maternel, souvent omis, est Galindo.
Michael Rodríguez Galindo, né le 29 juillet 1989, est un coureur cycliste colombien.

## Biographie
En septembre 2011, il termine sixième du Tour de l'Avenir.

## Palmarès
- 2009
  - 3e du championnat de Colombie du contre-la-montre espoirs
- 2011
  - 2e du Tour de Colombie espoirs
  - 6e du Tour de l'Avenir
- 2014
  - 3e étape de la Vuelta a Boyacá (contre-la-montre)

## Classements mondiaux
| Année            | 2009 | 2010 | 2011 | 2012 | 2013 | 2014 | 2015 | 2016   |
| ---------------- | ---- | ---- | ---- | ---- | ---- | ---- | ---- | ------ |
| UCI America Tour | 212e |      |      |      |      |      |      |        |
| UCI Europe Tour  |      |      | 884e |      | 899e |      |      | 1 690e |